# 荣德生旧居
31°34′25″N 120°17′37″E / 31.57351°N 120.29354°E
荣德生旧居，位于中华人民共和国江苏省无锡市梁溪区健康里学前街98号荣耀花园内，是荣德生在无锡的旧居，现为江苏省文物保护单位。

## 特点
荣德生旧居建于民国初年，原是荣德生长婿李国伟住宅，整体坐北朝南，原有门间、主楼、厨房、餐厅和附房，均围在院墙之内。主楼面阔六间，高两层，仿西式砖混结构，走廊和楼梯均设在中间，楼前后均为花园。抗日战争结束后，荣德生返回无锡，居住在此，期间收回茂新二厂、申新三厂，并重新投入生产，之后开办天元麻纺织厂。1946年，荣德生遭绑架，被勒索巨款。1948年底，荣德生在居所召开工商界爱国人士会议，商议委派钱锺汉等为代表，与管文蔚、陈丕显等联系，配合做好渡江战役后解放军在无锡的工作。1949年，他当选中国人民政治协商会议工商界代表，并被推举为政协第一届全国委员会委员。1950年，担任华东军政委员会委员，苏南人民行政公署副主任。1952年病逝于无锡。病逝后，房产由其小女婿胡汝禧夫妇代管，后由无锡市工商联借用。1994年1月，荣德生旧居列为无锡市文物保护单位。2006年，江苏省人民政府公布其为江苏省文物保护单位。
该建筑为无锡较有代表性的民族工商业历史遗存之一，并列入第二批无锡工业遗产保护名录。